# ФК Порт Толбът Таун
ФК Порт Толбът Таун (на английски: Port Talbot Town Football Club, Порт Толбът Таун Футбол Клъб; на уелски: Clwb Pêl-droed Tref Port Talbot, Клуб Пеел-дройд Трев Порт Талбот) е уелски футболен клуб, базиран в едноименния град Порт Толбът. Играе мачовете си на стадион Виктория Роуд.

## Успехи
- Носител на купата на Уелската Висша лига през сезон 1999 – 2000 г.